# Sergei Alexandrowitsch Golowkin
Sergei Alexandrowitsch Golowkin (russisch Сергей Александрович Головкин; * 26. November 1959 in Moskau; † 2. August 1996 ebenda) war ein sowjetischer bzw. russischer Serienmörder. Er war die letzte Person, die in Russland hingerichtet wurde.
Golowkin litt bereits seit jungen Jahren unter einer schizoiden Persönlichkeitsstörung. 1982 absolvierte er die Russische Staatliche Agraruniversität – Timirjasew-Akademie Moskau. Während des Studiums wurde er von einer Gruppe von Hooligans brutal geschlagen. Vor dem Hintergrund dieser Erfahrungen verstärkten sich bei ihm mit der Zeit sadistische Phantasievorstellungen, die von Masturbationshandlungen begleitet wurden.
Zwischen 1986 und 1992 beging er insgesamt 11 Morde an Jungen im Alter zwischen 10 und 16 Jahren, nachdem er diese zuvor im Keller seiner Garage oder in den Wäldern außerhalb Moskaus misshandelt und vergewaltigt hatte.
Golowkin wurde schließlich am 19. Oktober 1992 festgenommen und schließlich vor Gericht gestellt. Am 19. Oktober 1994, auf den Tag genau zwei Jahre nach seiner Verhaftung, wurde Golowkin zum Tode verurteilt. Nach Bestätigung des Urteils wurde er am 2. August 1996 in der Haftanstalt Butyrka per Kopfschuss hingerichtet. Er war bekannt unter seinen verschiedenen Spitznamen wie "Fischer", "Boa", Schüler von Tschikatilo" oder "Blutiger Zootechniker".